# Pritchardie

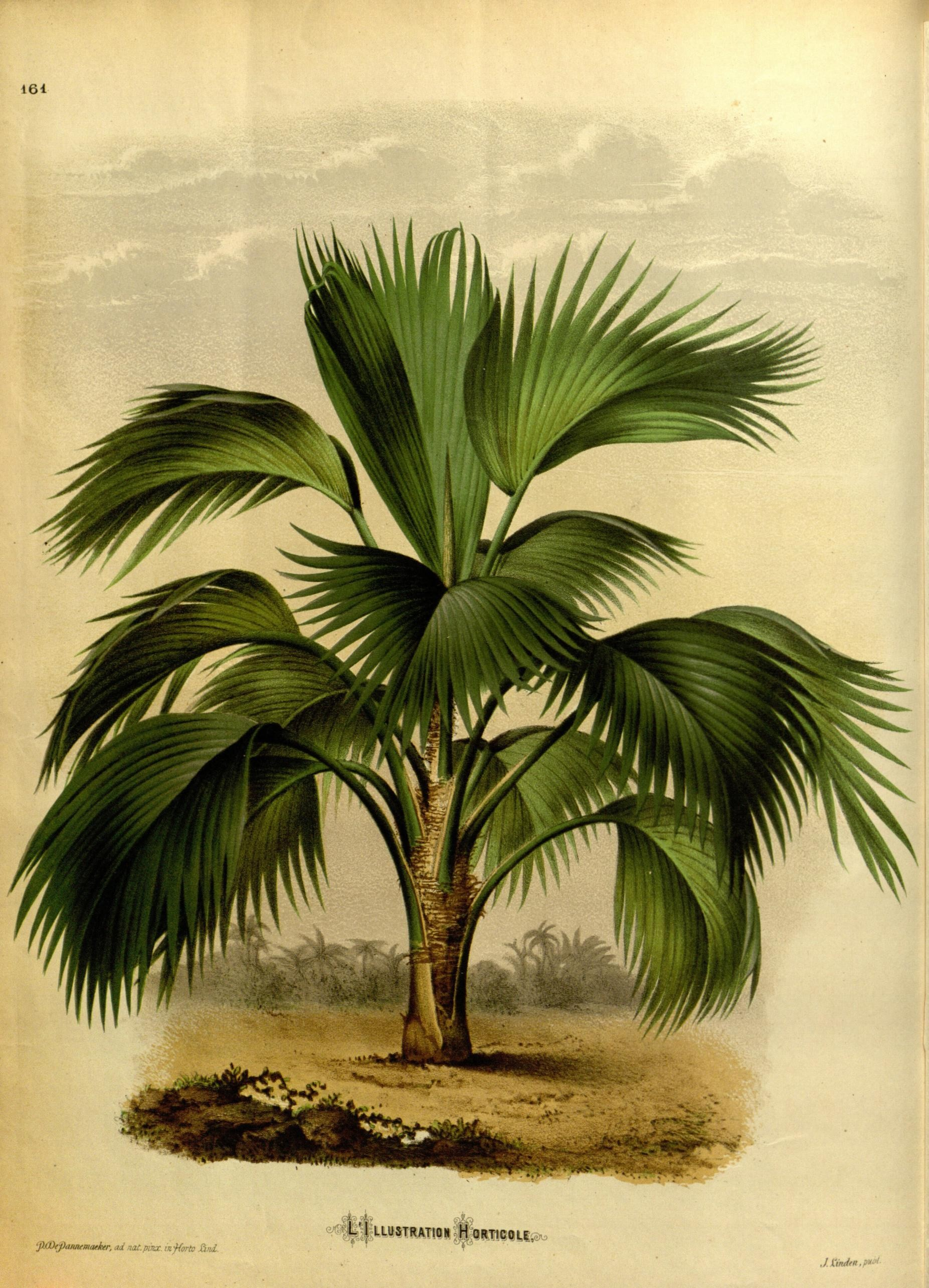
Pritchardie tichomořská na ilustraci z roku 1874

Pritchardie (Pritchardia) je rod palem. Jsou to solitérní, středně vysoké palmy s vějířovitými listy. Květenství jsou nápadně dlouze stopkatá a na konci stěsnaná. Plodem je peckovice. Rod zahrnuje asi 28 druhů a je rozšířen výhradně na tichomořských ostrovech, zejména na Havaji. Mnohé druhy jsou ohrožené a některé i na pokraji vyhynutí.
Pritchardie jsou pro svůj pěkný vzhled pěstovány v tropech a subtropech jako okrasné palmy. Mají také různé místní využití.

## Popis
Pritchardie jsou středně velké, jednodomé, solitérní, beztrnné palmy s přímým kmenem. Listy jsou dlanitozpeřené, induplikátní. U mladých rostlin zůstávají odumřelé listy na rostlině, u starších opadávají. Čepel je asi do 1/3 až 1/2 členěná v jednoduše přeložené segmenty. Řapík je dlouhý, na líci zploštělý až žlábkatý, bez přerušení přecházející v krátké střední žebro listu. Hastula na líci listu tvoří lem se středovým výběžkem. Listové pochvy jsou plstnaté a brzy se přeměňují ve vláknitou změť.
Květenství jsou jednotlivá nebo po 2 až 4, vyrůstají mezi bázemi listů a mají dlouhou stopku a relativně krátkou a hustou koncovou část s květy. Mohou být delší nebo kratší než listy a jsou větvená až do 3. řádu.
Květy jsou oboupohlavné, v rámci květenství jednotlivé, přisedlé nebo spočívající na nízkých hrbolcích.
Kalich je spíše tlustý a kožovitý, trubkovitý, zakončený 3 mělkými laloky. Koruna přesahuje kalich a je zakončena 3 protáhlými laloky.
Tyčinek je 6 a jsou přirostlé u ústí korunní trubky a bázemi nitek srostlé. Gyneceum je tvořeno 3 plodolisty, které jsou ve spodní části volné a ve čnělkové části srostlé. Čnělka je prodloužená, zakončená lehce trojlaločnou bliznou.
Plody jsou kulovité nebo vejcovité, jednosemenné, na povrchu hladké peckovice s vytrvalým kalichem a zbytky čnělky na vrcholu. Dužnina (mezokarp) je spíše tenčí, dužnatá a vláknitá. Semena jsou víceméně kulovitá a obsahují homogenní endosperm.

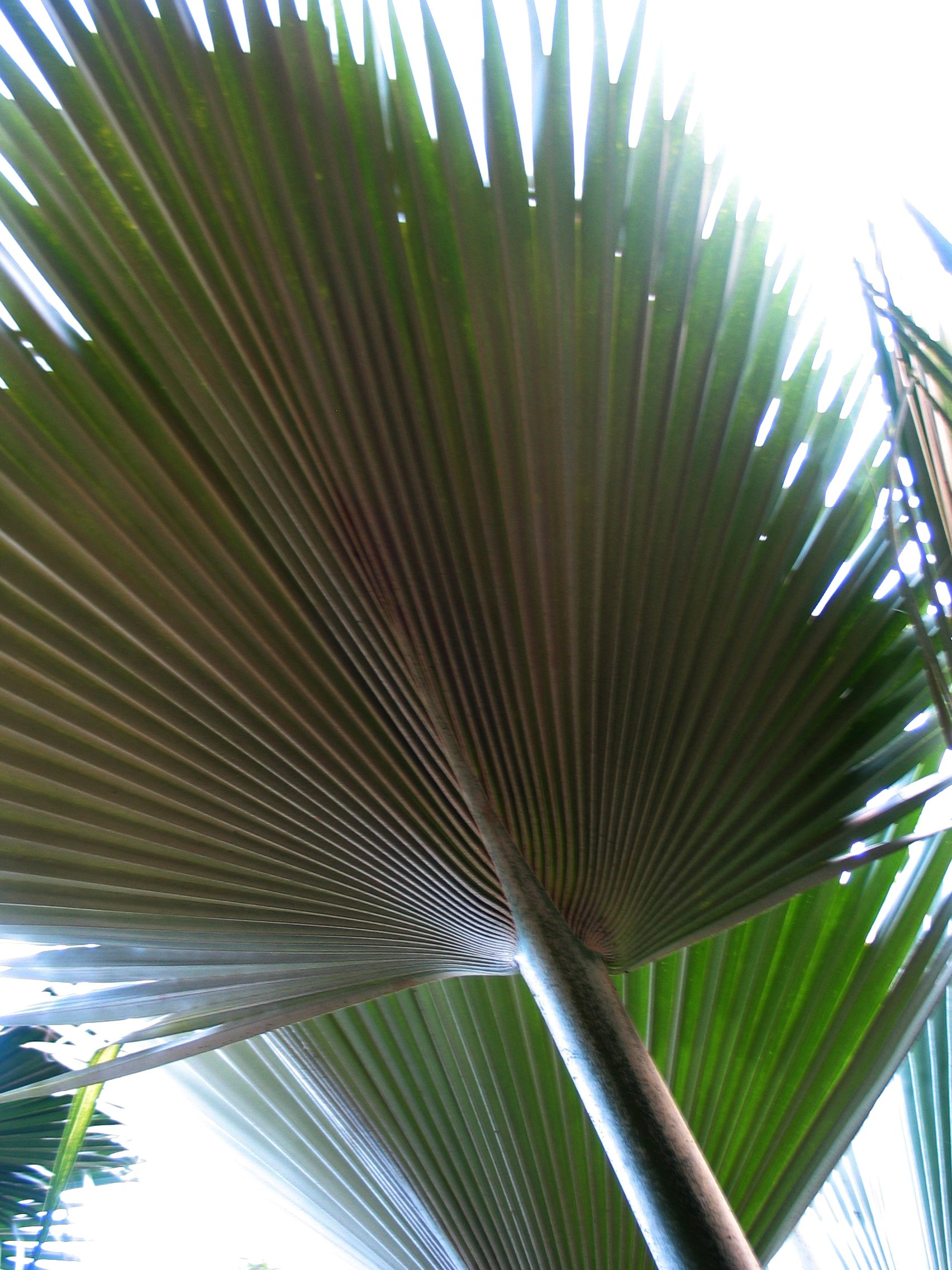
Dlanitozpeřený list P. kahukuensis
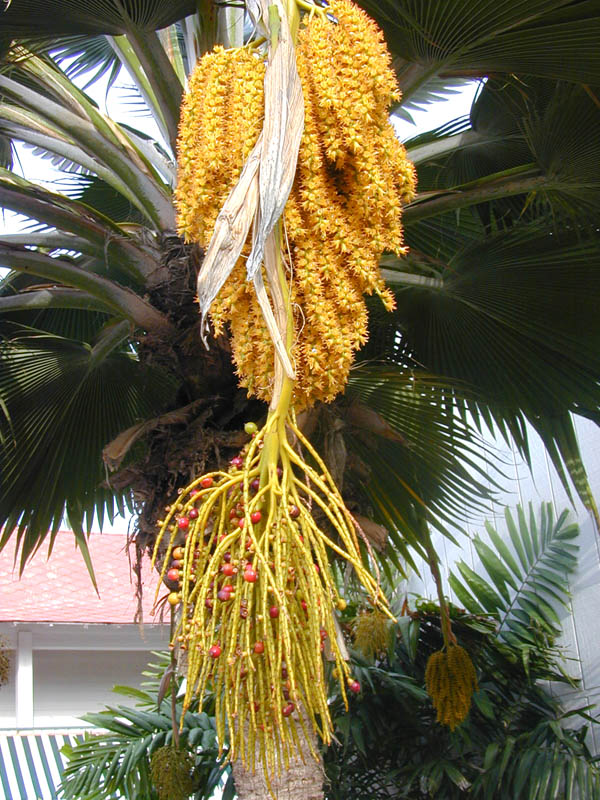
Květenství a plodenství pritchardie
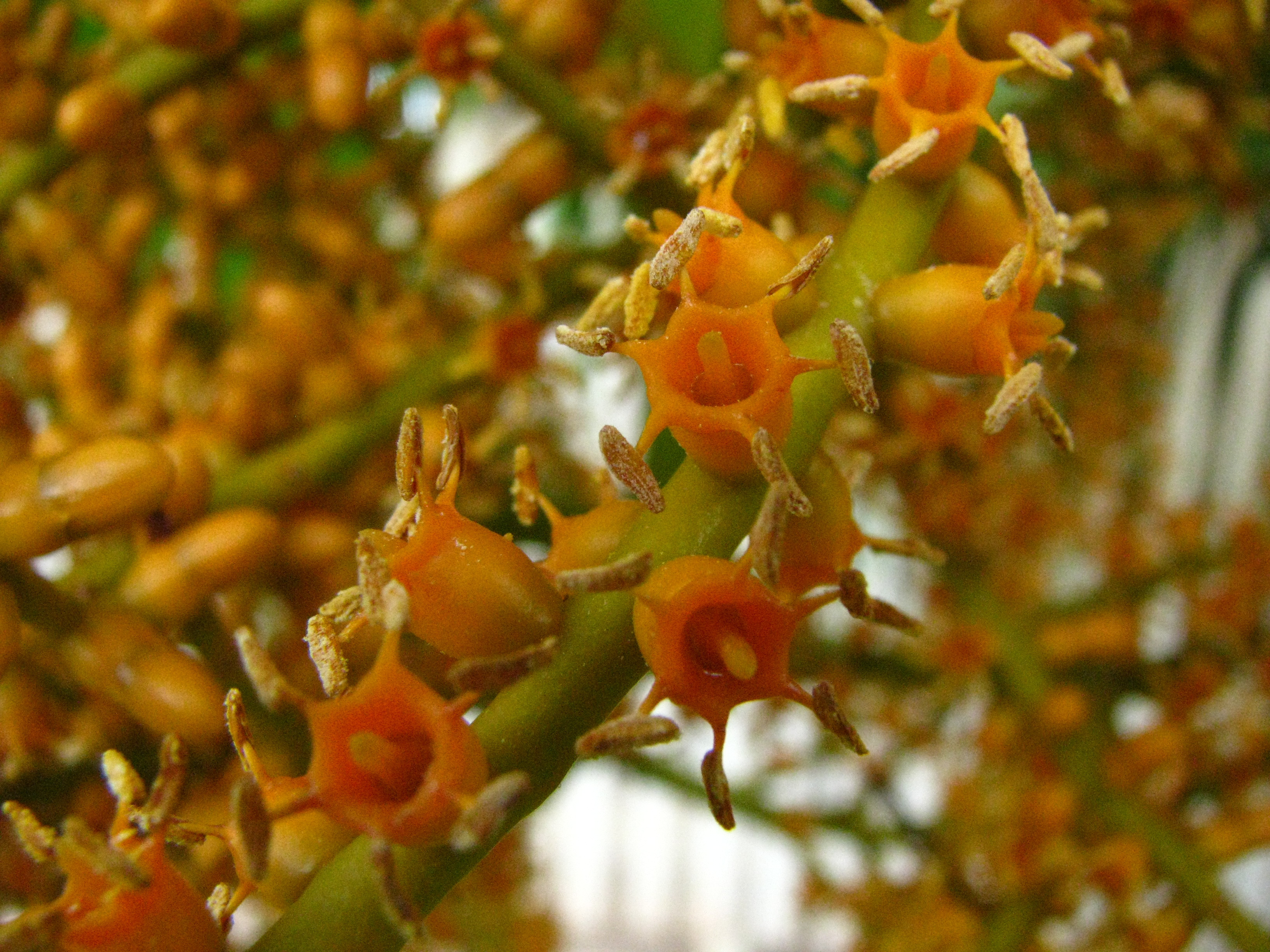
Detail květů P. remota
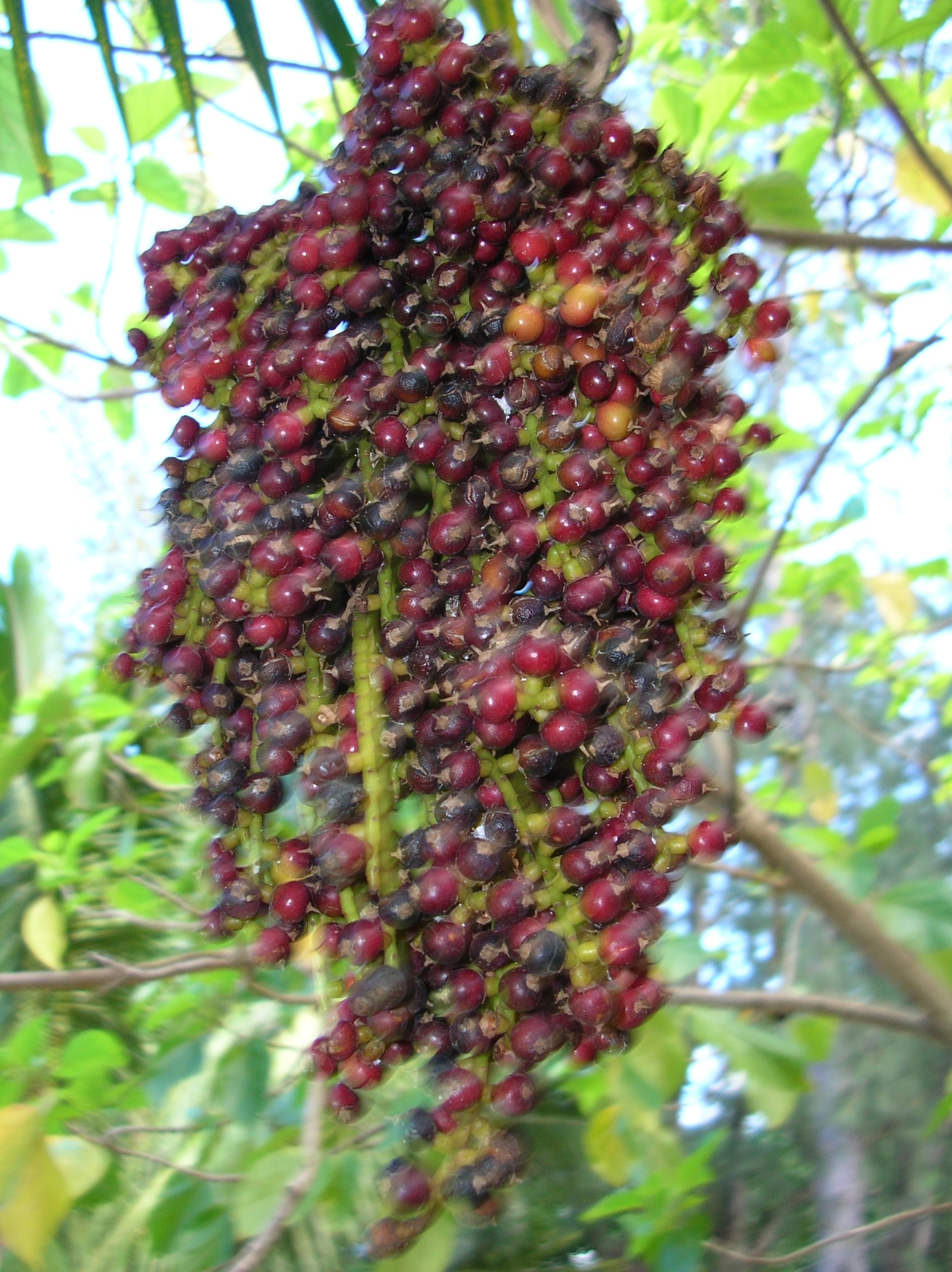
Bohaté plodenství pritchardie tichomořské

## Rozšíření
Rod zahrnuje asi 28 druhů. Je rozšířen v Tichomoří na souostrovích Fidži, Tonga, Cookovy ostrovy, Šalomounovy ostrovy a Havaj. Převážná většina druhů (celkem 24) roste na Havajských ostrovech. Havajské druhy jsou všechny endemity jediného z ostrovů a jsou to také jediné palmy domácí na Havaji. Pritchardie tichomořská je známa pouze z kultury a je pěstována na Fidži, Tonga, Pukapuka i na Havaji. Druh P. thursonii pochází z Fidži a Tonga, P. vuylstekeana z Tuamotu, P. mitiaroana z Cookových ostrovů a Tuamotu.
Druhy z Polynésie rostou na korálových atolech, naproti tomu havajské druhy rostou charakteristicky ve vlhkých tropických lesích na návětrných svazích hor v nadmořských výškách do 1500 metrů. Pouze několik druhů roste v suchých lesích na závětrných svazích.

## Taxonomie
Rod Pritchardia je v rámci systému palem řazen do podčeledi Coryphoideae a tribu Livistoneae. Nejblíže příbuzným rodem je podle výsledků molekulárních studií americký rod Washingtonia.

## Historie a ochrana
Archeologickým průzkumem bylo zjištěno, že pritchardie byly na Havajských ostrovech před jejich osídlením v době okolo roku 400 n. l. rozšířeny velmi hojně a patřily zde k nejběžnějším stromům. Na ostrově Oahu zmizely nížinné lesy s pritchardií někdy okolo roku 1020. Když James Cook v roce 1778 na Havaji přistál, byly již hlavní ostrovy silně přeměněny lidskou činností. Francouzský botanik Jules Rémy zmiňuje pritchardii po 4 letech pobytu na Havaji pouze jednou, což svědčí o velké vzácnosti těchto rostlin již v 19. století.
V Červeném seznamu ohrožených druhů IUCN je celkem 9 druhů tohoto rodu vedeno jako kriticky ohrožené, 8 jako ohrožené.
Nejohroženější havajské druhy jsou P. munroi (pouze 2 volně rostoucí exempláře na ostrově Molokai), P. aylmer-robinsonii (2 kusy na Niihau) a P. viscosa (3 kusy na Kauai). Naopak nejvíc exemplářů (asi 10000) čítá populace druhu P. martii na ostrově Oahu.
Populace pritchardií jsou nejvíc ohrožovány introdukovanými hlodavci (krysa obecná, krysa ostrovní a potkan), které konzumují semena a semenáčky a poškozují růstové vrcholy palem. Semenáče také spásají nepůvodní jelenovití, kozy a prasata.

## Zástupci
- pritchardie tichomořská (Pritchardia pacifica)[8]

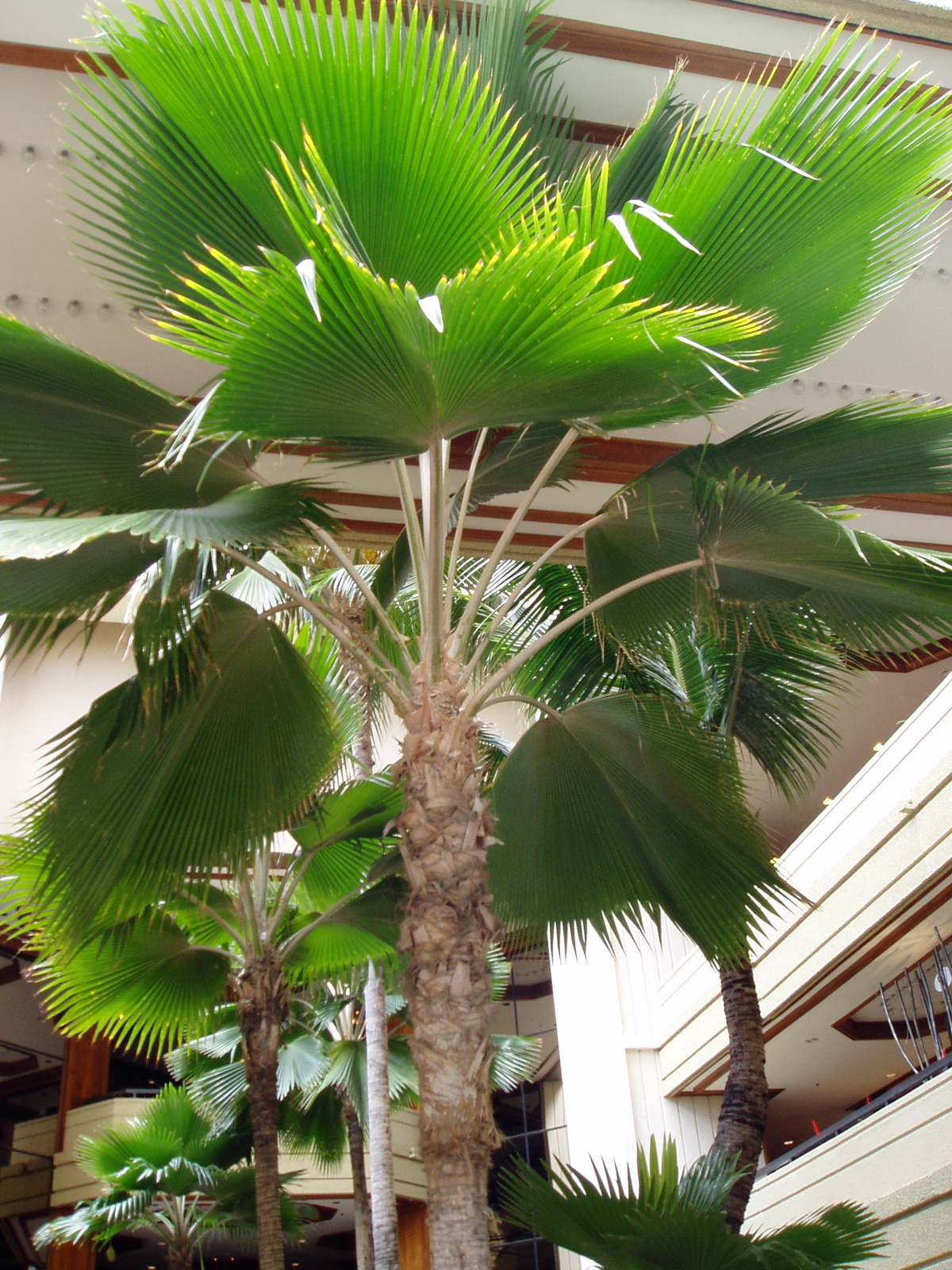
P. thurstonii v interiéru

## Význam
Pritchardie jsou ceněné pro svůj pěkný vzhled a jsou v tropech celého světa pěstovány jako okrasné palmy. Jednotlivé druhy se spolu velmi snadno kříží. Vyžadují dobře propustnou půdu a stanoviště chráněné před největším slunečním úpalem a silnými větry. Některé havajské druhy z vyšších nadmořských výšek lze pěstovat i v subtropech.
Semena některých druhů jsou jedlá. Listy jsou používány domorodci jako střešní krytina, k pletení košů, klobouků, slouží jako vějíře či deštníky a podobně. Nezralé plody jsou místní delikatesa.